# Новониколаевка (Добровеличковская поселковая община)
Новоникола́евка (укр. Новомиколаївка) — село в Добровеличковской поселковой общине Новоукраинского района Кировоградской области Украины.
До 2020 года входило в Добровеличковский район
Население по переписи 2001 года составляло 46 человек. Почтовый индекс — 27025. Телефонный код — 5253. Занимает площадь 0,822 км². Код КОАТУУ — 3521781505.